# 히게 단샤쿠
히게 단샤쿠(일본어: 髭男爵)은 선뮤직 프로덕션에 소속된 일본의 코미디 콤비.

## 멤버
- 야마다 루이 53세(山田ルイ53世) 1975년 4월 10일
- 히구치군(ひぐち君) 1974년 2월 12일

## 출연작

### TV 드라마
- 2010년 ~ 2011년 천장전대 고세이저 - 아마치 슈이치로 박사 역

## 영화
- 천장전대 고세이저 vs. 신켄저: 에픽 온 은막 - 아마치 슈이치로 박사 역